# 佐用町立三河小学校
佐用町立三河小学校（さようちょうりつ みかわしょうがっこう）は、兵庫県佐用郡佐用町上三河にあった公立小学校。

## 通学区域
漆野、西下野、下三河、中三河、上三河、河崎、船越

## 進学先中学校
- 兵庫県佐用郡佐用町・宍粟市三土中学校事務組合立三土中学校（2015年3月まで）
- 佐用町立上津中学校（2015年4月から廃校まで）